# Master of Photography (quarta edizione)
La quarta stagione del programma televisivo Master of Photography viene trasmessa dal 28 maggio al 2 luglio 2019 su Sky Arte.
I giudici della terza edizione sono Oliviero Toscani, la visual editor Elisabeth Biondi e il curatore e presidente di Autograph ABP Mark Sealy. Come novità, in quest'edizione i giudici sono presenti sul luogo della sfida o sul set ed assistono, alternandosi, i fotografi dando loro consigli e suggerimenti.

## Concorrenti
| Concorrente           | Provenienza | Posizione            |
| --------------------- | ----------- | -------------------- |
| Jan Düfelsiek         | Germania    | vincitore            |
| Sidar Sahin           | Svizzera    | finalista            |
| Richard Morgan        | Regno Unito | eliminato 6ª puntata |
| Maria Giulia Costanzo | Italia      | eliminata 5ª puntata |
| Robin De Goede        | Paesi Bassi | eliminato 4ª puntata |
| Danilo Di Meo         | Italia      | eliminato 3ª puntata |
| Vanessa "Ness" Rubey  | Austria     | eliminata 2ª puntata |
| Sonia Bhamra          | Regno Unito | eliminata 1ª puntata |

## Puntate

### Prima puntata:Antica Roma
- Messa in onda: 28 maggio 2019
- Ospite: Paolo Pellegrin
- Tema: I fotografi devono presentare ai giudici uno scatto realizzato nel sito archeologico di Ostia Antica.
- Foto migliori: Richard e Maria Giulia
- Foto peggiori: Ness e Sonia
- Eliminato: Sonia

### Seconda puntata:Celebrity Mania
- Messa in onda: 4 giugno 2019
- Ospite: Martin Schoeller
- Tema: I fotografi realizzano un doppio scatto che mostri un soggetto loro assegnato prima e dopo la trasformazione nel sosia di un personaggio famoso.
- Foto migliori: Richard e Jan
- Foto peggiori: Danilo e Ness
- Eliminato: Ness

### Terza puntata:Il mondo in un quartiere
- Messa in onda: 11 giugno 2019
- Ospite: Brenda Ann Kenneally
- Tema: I fotografi devono realizzare un reportage di 3, 4 o 5 foto che rappresenti al meglio il tema dell'integrazione fra culture diverse nei quartieri periferici di Roma.
- Foto migliori: Sidar e Jan
- Foto peggiori: Robin e Danilo
- Eliminato: Danilo

### Quarta puntata:Supereroi a quattro zampe
- Messa in onda: 18 giugno 2019
- Ospite: Jérôme Sessini
- Tema: Ogni fotografo viene mandato in una diversa località italiana per immortalare in una sequenza di 3, 4 o 5 foto il rapporto tra un animale e il suo addestratore.
- Foto migliori: Maria Giulia
- Foto peggiori: Robin e Richard
- Eliminato: Robin

### Quinta puntata:Casa Dolce Casa
- Messa in onda: 25 giugno 2019
- Ospite: Chris Buck
- Tema: I semifinalisti tornano a casa per raccontare al meglio il proprio quotidiano attraverso uno scatto da presentare ai giudici.
- Foto migliori: Jan
- Eliminato: Maria Giulia

### Sesta puntata:Donne e potere
- Messa in onda: 2 luglio 2019
- Ospite: Rankin
- Tema: I tre finalisti dovranno rappresentare fotograficamente il rapporto tra le donne e il potere.
- Eliminato: Richard Morgan
- Vincitore: Jan Düfelsiek